# 후고 그로티우스
후고 그로티우스(라틴어: Hugo Grotius: 1583년 4월 10일 ~ 1645년 8월 28일) 또는 네덜란드어로 휘호 더 흐로트(네덜란드어: Hugo de Groot), 하위흐 더 흐로트(Huig de Groot)는 "국제법의 아버지", "자연법의 아버지"로 불리는 네덜란드의 법학자이자 정치인이다.

## 생애
델프트에서 태어나 15세 때에 레이던 대학교를 졸업하였으며, 1613년 로테르담에서 주지사가 되었다. 1618년 도르트 총회이후 그는 아르미니우스주의를 적극 지지한 이유로 체포되어 투옥되었다. 
1619년에는 엄한 칼뱅주의 중에 예정론과 제한속죄를 반대한 이유로 종신형을 선고받다가, 후에 아내의 도움으로 탈출하여 1621년에 프랑스로 망명하였다. 망명생활동안 국제법의 기초를 다지는 대표적인 저서 <전쟁과 평화의 법, 1625년> 을 집필하였다.
스웨덴 국왕을 섬긴 이유로 1635년부터 1645년까지 프랑스 주재 스웨덴 대사를 지냈다. 62세의 나이로 로스토크에서 사망하였다. "국제법의 아버지" 그로티우스가 사망하고 3년 뒤에 "국제법의 출발점"이라는 1648년 웨스트팔리아 조약이 체결되었다.

## 업적
중세와 근대의 점접의 시대에 살았던 그는 유럽에서 벌어진 수많은 전쟁들을 몸소 목도하였다. 이러한 경험은 그로 하여금 전쟁을 어떻게 하면 방지할 수 있을지에 대한 고민을 안겨다 주었고 그가 전쟁의 국제법에 대한 이론을 떠올릴 수 있게 하는 계기가 되었다. 그는 《전쟁과 평화의 법》에서 전쟁의 정당한 원인으로 자기방위, 재산 회복, 처벌의 세 가지 요인을 한정하여 정당한 전쟁의 범위를 설정하였다.
토머스 아퀴나스에 의해 합리화된 자연법을 더욱 진전시켜 자연법을 신(神)이 아니라 인간 이성에 기초를 둠으로써 자연법의 세속화를 전개해 나갔다. 국제 사회에 자연법을 적용하고, 개인의 자연권에 상당하는 국가주권 간의 자연법적 질서를 가지고 국제법의 기초로 하였다. 그의 자연법론도 국제법론도 독창적인 것은 아니며, 수아레즈· 프란시스코 데 비토리아 등 전대의 여러 학설의 집대성에 불과하다는 평도 있다.
청교도인 리차드 백스터에게 많은 영향을 미쳤다.

## 영향
후고 그로티우스를 높이 평가한 사람들은 다음과 같다.
- 프랜시스 허치슨, 애덤 스미스, 토머스 리드, 데이비드 흄 등의 스코틀랜드 계몽주의자들과, 피에르 베일, 고트프리트 빌헬름 라이프니츠와 등의 철학자.
반면에 그를 비판하였던 자들은 다음과 같다.
- 볼테르는 그를 지루하다고 평가하였고, 장자크 루소는 인간의 본성에 대한 다른 입장을 보였다.

## 주요 저서

Annotationes ad Vetus Testamentum, 1732

- 전쟁과 평화의 법 (De jure belli ac pacis libri tres, 1625) 3개의 책으로 구성되었고 다음과 같다.
  1. 전쟁과 자연적 정의의 개념을 전개하였고, 어떤 경우에 전쟁이 정당한지에 대해 논하였다.
  2. 전쟁의 세가지 정당한 이유에 대하여 논하였다. 그것은 자기방어, 피해에 대한 보복, 그리고 징벌이었다.
  3. 전쟁이 발발하였을 때 어떤 원칙과 법규가 존재하는지 논하였다.
- 포획법론 (De Jure Praedae Commentarius, 1604) : 옳은 전쟁론에 대한 글에서 형벌은 정의를 세우는 데에 필요한 것으로 본다. 사람의 가장 큰 의무는 자기 자신에 대한 것이어야 하며, 자기자신을 보호하는 것이 가장 큰 의무이다. 물자를 공급 및 충당하는 것은 자연법의 전제조건에 해당된다.
- 자유해양론(Mare Liberum, 1609)
- 화점론(De Jure Belliac Pacise, 1625)
- 기독교의 진리에 관하여 (De veritate religionis Christianae (On the Truth of the Christian religion) – Paris, 1627
The Truth of the Christian Religion, ed. John Clarke (Edinburgh, 1819).

## 자연법
후고 그로티우스는 자연법에 대한 개념으로 신학적, 철학적인 영향을 끼쳤다. 영향을 받은 사람중에는 사무엘 푸펜도르프와 존 로크가 있다. 이 개념은 영국의 명예혁명과 미국 독립 혁명에 영향을 미쳤다. 그는 자연법과 계시가 서로 상충되지 않고 오히려 자연법도 신이 창조하였다고 보았다.

## 참고 문헌
- 오병선, 휴고 그로티우스의 법의 개념, 서강법학연구, Vol.5, 2003, RISS 논문번호: 30117249
- 이중범, 그로티우스의 법학과 종교 통합사상, 학문과 논총, Vol.5, 1997, RISS 논문번호: 75013574
- 강치성, 후고 그로티우스와 존 로크의 소유권사상, 영남법학, Vol.2 No.1-2, 1995, RISS 논문번호: 19710434
- 이병희, 그로티우스와 국제관계, 인문사회과학연구, Vol.9, 공주대학교, 1994, RISS 논문번호: 2107385
- 윤익수, H.Grotius의 사상과 법이념, 관대논문집, Vol.15 No.1, 관동대학교, 1987, RISS 논문번호: 2079733
- 홍성화, 그로티우스의 만민법사상, 정법논집, Vol.21 No.1, 건국대학교, 1986, RISS 논문번호: 3148386
- 청주대학교 법학회 편집부, 그로티우스와 리스트의 생애와 사상, 법학논고, Vol.3-4, 청주대학교, 1957, RISS 논문번호: 45019711

## 같이 보기
- 국제법
- 요하너스 보허만
- 요하네스 알투지우스